# Ferrovia ad alta velocità Madrid-Barcellona-Confine francese
La ferrovia ad alta velocità Madrid–Barcellona è una linea ferroviaria spagnola che connette le città di Madrid e Barcellona.

## Storia
Già negli anni '80 il governo spagnolo sentiva la necessità di migliorare il traffico ferroviario tra le due città principali del Paese, infatti la ferrovia esistente era decisamente inadeguata essendo caratterizzata in gran parte a binario singolo e i treni più rapidi impiegavano oltre 6 ore a coprire la distanza.
In quegli anni il governo spagnolo era impegnato a realizzare la ferrovia ad alta velocità Madrid–Siviglia, che fu inaugurata nel 1992 ottenendo ben presto un notevole successo, pertanto il governo scelse di ripetere l'opera per collegare le due metropoli.
I lavori iniziarono nel 1996 e nel 2003 è stata completata ed inaugurata gran parte della linea (dalla capitale a Lerida) dando inizio al servizio commerciale. Inizialmente la velocità massima della linea era di 200 km/h, nel maggio 2006 l'intera linea fu attrezzata con il sistema ERTMS di livello 1, pertanto la velocità massima fu innalzata a 250 km/h e a 280 km/h ad ottobre.
Il 18 dicembre 2006 fu aperto il tratto fino a Tarragona e il 7 maggio successivo la velocità massima fu innalzata ulteriormente a 300 km/h.
La linea avrebbe dovuto arrivare fino a Barcellona entro dicembre 2007 ma i lavori furono rallentati e l'ultimo tratto fu aperto a febbraio 2008.
A marzo 2013 è stata inoltre completato il prolungamento della linea passante per Girona fino a Figueras, da dove si connette alla LGV Perpignan–Figueras (inaugurata il 27 gennaio 2011) attraversando il confine con la Francia.

## Sviluppo futuro
In fase di progettazione da parte francese c'è anche di prolungare la LGV Perpignan–Figueras fino a Nîmes per poi connetterla con la LGV Méditerranée, realizzando quindi un collegamento ferroviario ad alta velocità ininterrotto tra le capitali dei due stati, Madrid e Parigi.

## Caratteristiche

### Percorso
|  |  | Unknown route-map component "extCONTg@G" |

|  |  | Unknown route-map component "exBHF" |

|  | Head station | Unknown route-map component "exSTR" |

|  | Unknown route-map component "eABZg+l" | Unknown route-map component "exSTRr" |

| Unknown route-map component "CONTgq" | Unknown route-map component "ABZgr" |  |

| Unknown route-map component "CONTgq" | Unknown route-map component "ABZg+r" |  |

|  | Station on track |

|  | Non-passenger station/depot on track |

|  | Non-passenger station/depot on track |

|  | Station on track |

|  | Unknown route-map component "ABZgl" | Unknown route-map component "CONTfq" |

|  | Non-passenger station/depot on track |

|  | Unknown route-map component "ABZgl" | Unknown route-map component "STR+r" |

|  | Straight track | Station on track |

|  | Straight track | Unknown route-map component "SPLa" |

|  | Unknown route-map component "ABZg+l" | Unknown route-map component "vSTRr-SHI1r" |

|  | Straight track | Station on track |

|  | Straight track | End station |

|  | Non-passenger station/depot on track |

|  | Non-passenger station/depot on track |

|  | Unknown route-map component "ABZgl" | Unknown route-map component "STR+r" |

|  | Straight track | Station on track |

|  | Straight track | Unknown route-map component "eABZgr" |

|  | Unknown route-map component "ABZg+l" | One way rightward |

|  | Unknown route-map component "eABZgl" | Unknown route-map component "exCONTfq" |

| Track change |

| Non-passenger station/depot on track |

| Track change |

| Unknown route-map component "exCONTgq" | Unknown route-map component "eABZgr+r" |  |

| Station on track |

| Track change |

| Straight track |

| Non-passenger station/depot on track |

| Non-passenger station/depot on track |

| Track change |

| Enter and exit tunnel |

| Unknown route-map component "hKRZWae" |

| Enter and exit tunnel |

|  | Unknown route-map component "ABZgl" | Unknown route-map component "CONTfq" |

| Unknown route-map component "hKRZWae" |

| Track change |

| Unknown route-map component "hKRZWae" |

| Unknown route-map component "hKRZWae" |

| Unknown route-map component "tSTRa" |

| Unknown route-map component "CONTgq" | Unknown route-map component "KRZu" | Unknown route-map component "CONTfq" |

| Unknown route-map component "tHST" |

| Unknown route-map component "tSTRe" |

| Unknown route-map component "hKRZWae" |

| Unknown route-map component "CONTgq" | Unknown route-map component "ABZg+r" |  |

| Unknown route-map component "tSTRa" |

| Station on track |

| Unknown route-map component "LSTR" |

| Unknown route-map component "exBHF" |

| Unknown route-map component "tSTRe" |

| Track change |

| Track change |

| Non-passenger station/depot on track |

| Non-passenger station/depot on track |

| Station on track |

| Track change |

| Unknown route-map component "CONTgq" | Unknown route-map component "ABZgr" |  |

| Station on track |

| Unknown route-map component "tSTRa" |

| Unknown route-map component "tZOLL" |

| Unknown route-map component "tSTRe" |

| Continuation forward |